# Pyrgus onopordi
Pyrgus onopordi là một loài bướm ngày thuộc họ Hesperiidae. Sải cánh là 22–28 mm. Nó đẻ hai lứa mỗi năm và con trưởng thành có thể được nhìn thấy tại bất kỳ thời gian giữa tháng Tư và tháng Tám. Ấu trùng ăn cây Potentilla.